# Corythopis à collier
Corythopis torquatus
Espèce
Statut de conservation UICN

 LC  : Préoccupation mineure
Le Corythopis à collier (Corythopis torquatus) est une espèce de passereau de la famille des Tyrannidae.

## Description
Selon l'ornithologue Johann Jakob von Tschudi, qui a décrit pour la première fois l'espèce, Corythopis torquatus se distingue de Corythopis delalandi par la longueur du bec, des ailes, des pieds et de la queue, malgré sa taille similaire.

## Sous-espèces
Cet oiseau est représenté par trois sous-espèces :
- Corythopis torquatus torquatus[Note 1]von Tschudi, 1844 : de l'est du Pérou au nord de la Bolivie et à l'ouest de l'Amazonie brésilienne ;
- Corythopis torquatus sarayacuensis Chubb, 1918 : du sud-est de la Colombie à l'est de l'Équateur et au nord-est du Pérou ;
- Corythopis torquatus anthoides (Pucheran, 1855) : du sud du Venezuela aux Guyanes et au nord de l'Amazonie brésilienne[1],[3].

## Habitat
Cet oiseau vit dans les forêts humides de plaine et les forêts de varzea.

## Alimentation
Cet oiseau se nourrit d'insectes.